# Route nationale 818
Die Route nationale 818, kurz N 818 oder RN 818, war eine französische Nationalstraße, die von 1933 bis 1973 zwischen L’Aigle und Margon verlief. Ihre Gesamtlänge betrug 59 Kilometer.